# Neolochmaea
Neolochmaea  es un género de escarabajos de la familia Chrysomelidae. En 1939 Laboissière describió el género. Esta es la lista de especies que lo componen:
- Neolochmaea boliviensis Bechyne, 1955
- Neolochmaea convexiuscula Bechyne, 1955
- Neolochmaea crassicornis Bechyne, 1955
- Neolochmaea dentipyga (Bechyne, 1969)
- Neolochmaea guerini Bechyne, 1955
- Neolochmaea immaculata (Blake, 1938)
- Neolochmaea parallela (Bowditch, 1923)
- Neolochmaea planiuscula Bechyne, 1955
- Neolochmaea quadrilineata Bechyne, 1955
- Neolochmaea transversicollis (Jacoby, 1886)
- Neolochmaea tropica (Jacoby, 1889)